# 기여자 라이선스 동의
기여자 라이선스 동의(Contributor License Agreement, CLA)는 지식 재산권이 회사/프로젝트(일반적으로 오픈 소스 사용권을 준수하는 소프트웨어)에 기여되는 조항을 정의한다.

## 근거
CLA를 사용하면 벤더들이 저작권 분쟁에 따른 법적 해결책을 쉽게 준수케 하거나, 서드파티가 기여를 수여한 제품의 리라이선스(relicense)를 가능케 한다. CLA는 특히 카피레프트 라이선스를 다루는 기업 오픈 소스 프로젝트들에게 중요한데, 그 이유는 CLA 없이는 후견인 또한 제한을 두기 때문이다.
CLA의 목적은 프로젝트 산물의 후견인이 모든 기여에 대해 필요한 소유권이나 권한을 가질 수 있도록 보장함으로써 이들이 선택한 라이선스 하에 배포하는 것을 가능케 한다.

## 사용자
CLA를 사용하는 기업과 프로젝트는 다음을 포함한다:
- 닷넷 파운데이션[3]
- 아파치 소프트웨어 재단[4]
- 캐노니컬[5]
- 클로저[6]
- 시아노젠모드[7]
- 디아스포라[8]
- Digia/Qt 프로젝트[9]
- 디스코스[10]
- 장고[11]
- 도조 툴킷[12]
- 이베이 소프트웨어 재단, LLC[13][14] 이베이의 자회사
- Eclipse[15]
- Elastic[16]
- 페이스북[17]
- Go[18]
- 구글[19]
- InfluxDB[20]
- 줌라[21]
- JQuery[22]
- 쿠버네티스[23]
- OpenBMC[24]
- 파이썬[25]
- 미티어[26]
- 마이크로소프트[27]
- 뮤즈스코어[28]
- 오픈미디어볼트[29]
- 오픈스택[30]
- 퍼펫[31]
- 젠드 테크놀로지스 (젠드 프레임워크용, 1.x 시리즈 전용)

### 캐노니컬
캐노니컬 기여자 동의는 캐노니컬이 캐노니컬에 의해 설립된 수많은 프로젝트의 모든 기여자에게 요구하는 기여자 라이선스 동의이다.
기여자에게 이 동의 서명을 요구하는 프로젝트는 다음과 같다:
- 유니티
- XSplash
- 런치패드
- LightDM
- Mir display server
- 퍼펫
- Uncomplicated Firewall (ufw)
- Update Manager
- 유비퀴티
- 우분투 원
- 업스타트

### KDE
KDE는 자유 소프트웨어 재단 유럽의 수탁 라이선스 동의(Fiduciary Licence Agreement)를 사용한다.

## 같이 보기
- 개발자 원천 증명